# Лу, Ричард
Ри́чард Лу (англ. Richard Loo; 1 октября 1903[…], Мауи, Гавайи — 20 ноября 1983[…], Лос-Анджелес, Калифорния) — американский актёр китайского происхождения.

## Биография
Родился на Гавайях, в семье китайского происхождения. Детство провёл на Гавайях, юность — в Калифорнии. Окончил Калифорнийский университет в Беркли и начал работать в бизнесе.
В связи с Биржевым крахом 1929 года и экономической депрессии начал переучиваться на новую профессию. Сотрудничал с любительскими, затем профессиональными театрами и в 1931 году снялся в своём первом кинофильме. В основном играл стереотипные роли азиатов и быстро приобрел некоторую известность.
В начале Второй мировой войны успешно сыграл солдата императорской Японии в фильмах Пурпурное сердце (1944) и Бог – мой второй пилот (1945). В фильме «Пурпурное сердце» сыграл генерала японской императорской армии, который совершает самоубийство, потому что не может сломить веру американских заключенных. В 1944 году противостоял Грегори Пеку в роли лейтенанта китайской армии в картине «Ключи от царства небесного». В фильме Сэмюэла Фуллера о войне в Корее, Стальной шлем сыграл японо-американского солдата. В фильме бондианы «Человек с золотым пистолетом» (1974) сыграл роль тайского магната Хая Фэта. Умер  20 ноября 1983 года от кровоизлияния в мозг.

## Личная жизнь
- Первая жена — Бесси Лу[англ.] (1902—1998), голливудская актриса, менеджер по поиску талантов. В браке родились близняшки Анджела Мари Лу[4] и Беверли Джейн Лу[5].

## Фильмография
- 1932 — Военный корреспондент — бандит (не указан в титрах)
- 1932 — Тайны У-син — Чарли Чан
- 1933 — Горький чай генерала Йена — капитан Ли
- 1934 — Сейчас и навсегда — клерк (не указан в титрах)
- 1934 — Студенческий тур — клиент Гейши (не указан в титрах)
- 1934 — Разрисованная вуаль — китайский крестьянин (не указан в титрах)
- 1934 — Блюз лаймового дома — клиент у Гарри Янга (не указан в титрах)
- 1934 — Таинственный мистер Вонг — прохожий у магазина (не указан в титрах)
- 1935 — Китайские моря — китайской таможенник (не указан в титрах)
- 1936 — Тень Чайнатауна — Луи, прохожий (не указан в титрах)
- 1936 — За тонким человеком — старший официант (не указан в титрах)
- 1937 — Благословенная земля — китайский фермер (не указан в титрах)
- 1937 — Потерянный горизонт — работник аэропорта (не указан в титрах)
- 1937 — Спасибо, мистер Мото — полицейский
- 1941 — Они встретились в Бомбее — японский офицер (не указан в титрах)
- 1942 — Остров Уэйк — мистер Сабуро Кирусу (не указан в титрах)
- 1942 — Через океан — старший помощник Миюма
- 1942 — Дорога в Марокко — китайский диктор  (не указан в титрах)
- 1943 — Сокол наносит ответный удар —  Джерри
- 1943 — Удивительная миссис Холлидэй —  генерал Чан (не указан в титрах)
- 1944 — Ключи от царства небесного — майор Шен
- 1945 — Возвращение на Батаан — майор Хаско
- 1949 — Лёгкая мишень — Кен Такояма, он же Хорёк
- 1949 — Малайя — полковник Томура
- 1954 — Шанхайская история — младший офицер
- 1962 — Исповедь курильщика опиума — Джордж Ва
- 1966 — Песчаная галька — майор Чин
- 1974 — Человек с золотым пистолетом — Хай Фэт